# Jacob Otten Husly
Jacob Otten Husly (Doetinchem, 1738. november 26. – Kampen, 1796. január 11.) holland építész.

## Életútja
Albert Otten és Anna Henrica Huslij fiaként született. Az anyja családnevét 1760-ban vette fel, valószínűleg tiszteletből, mert anyja családtagjai, Hans Jacob Huslij és Hendrik Huslij tanították. A kor divatjának megfelelően neoklasszicista stílusú épületeket tervezett. Számos díjat nyert különböző tervpályázatokon. 1768-ban egy röpiratot adott ki az amszterdami tervezői hivatal által szervezett pályázatokról. Az úgynevezett Stadstekenacademie amszterdami tervezőakadémia igazgatója volt. 1772 és 1776 között az unokaöccsével Leendert Viervanttal közösen elkészített terv szerint épült meg a weespi városháza. 1775-ben megnyerte a groningeni városháza megtervezésére kiírt pályázatot. 1787 és 1789 között megnyerte a Felix Meritis új székhelyének megépítésére kiírt pályázatot. Az épület egy új művészeti és tudományos társaság számára épült. Haarlemben díszítésekkel segítette unokaöccse, Viervant munkáját a Teylers Múzeum ovális termének kialakításában.

## Általa tervezett épületek

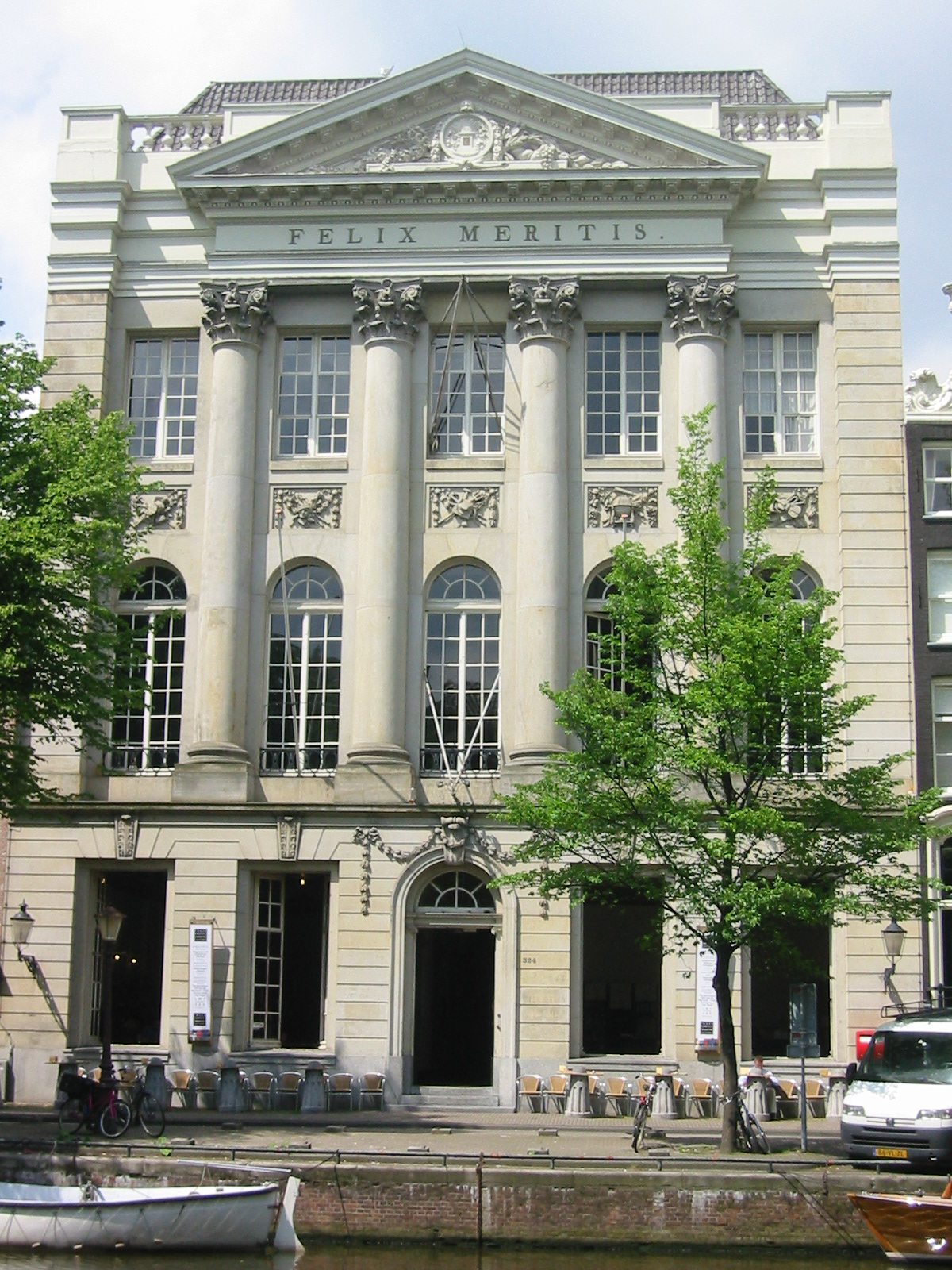
Felix Meritis
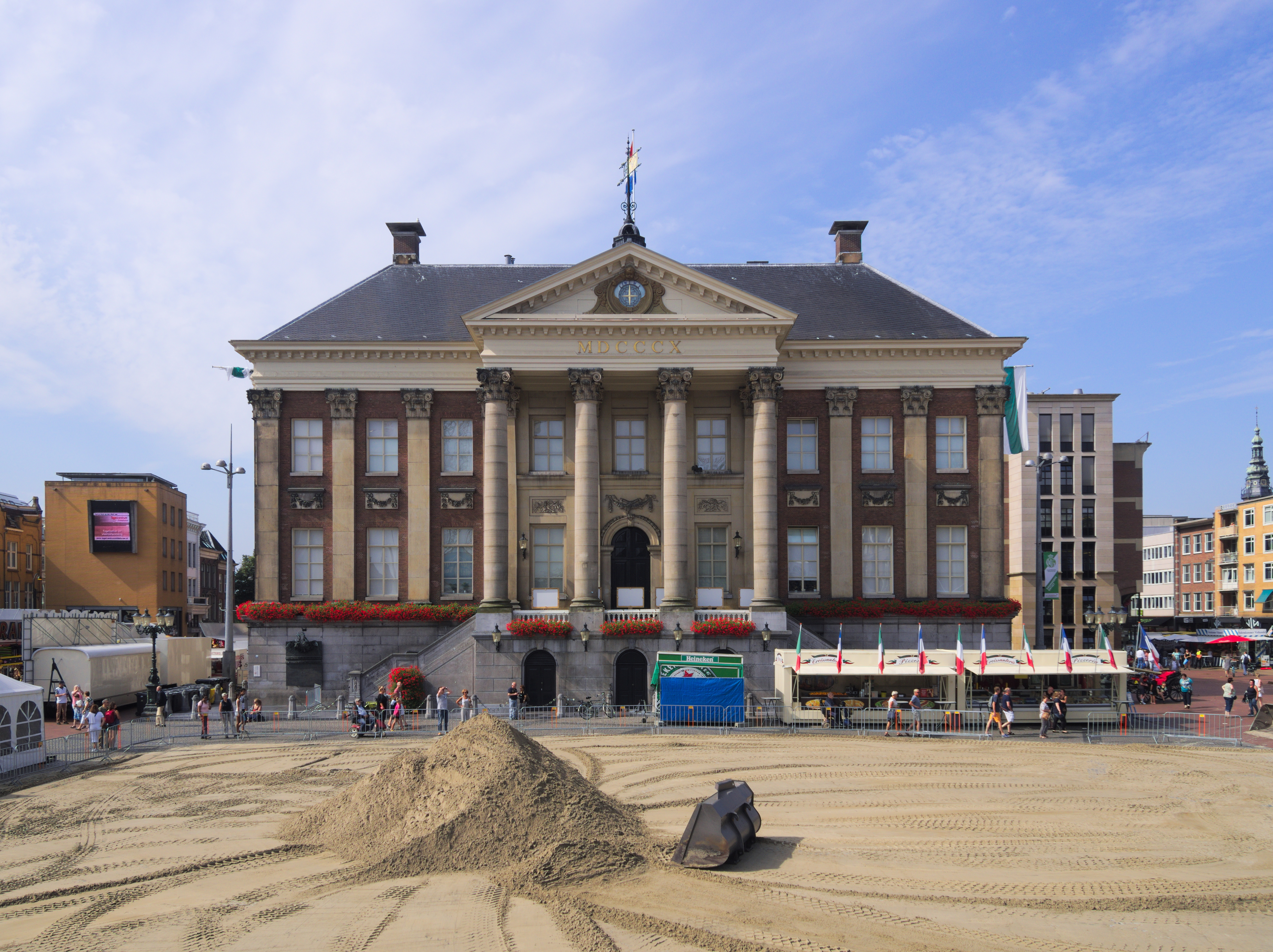
Groningeni városháza
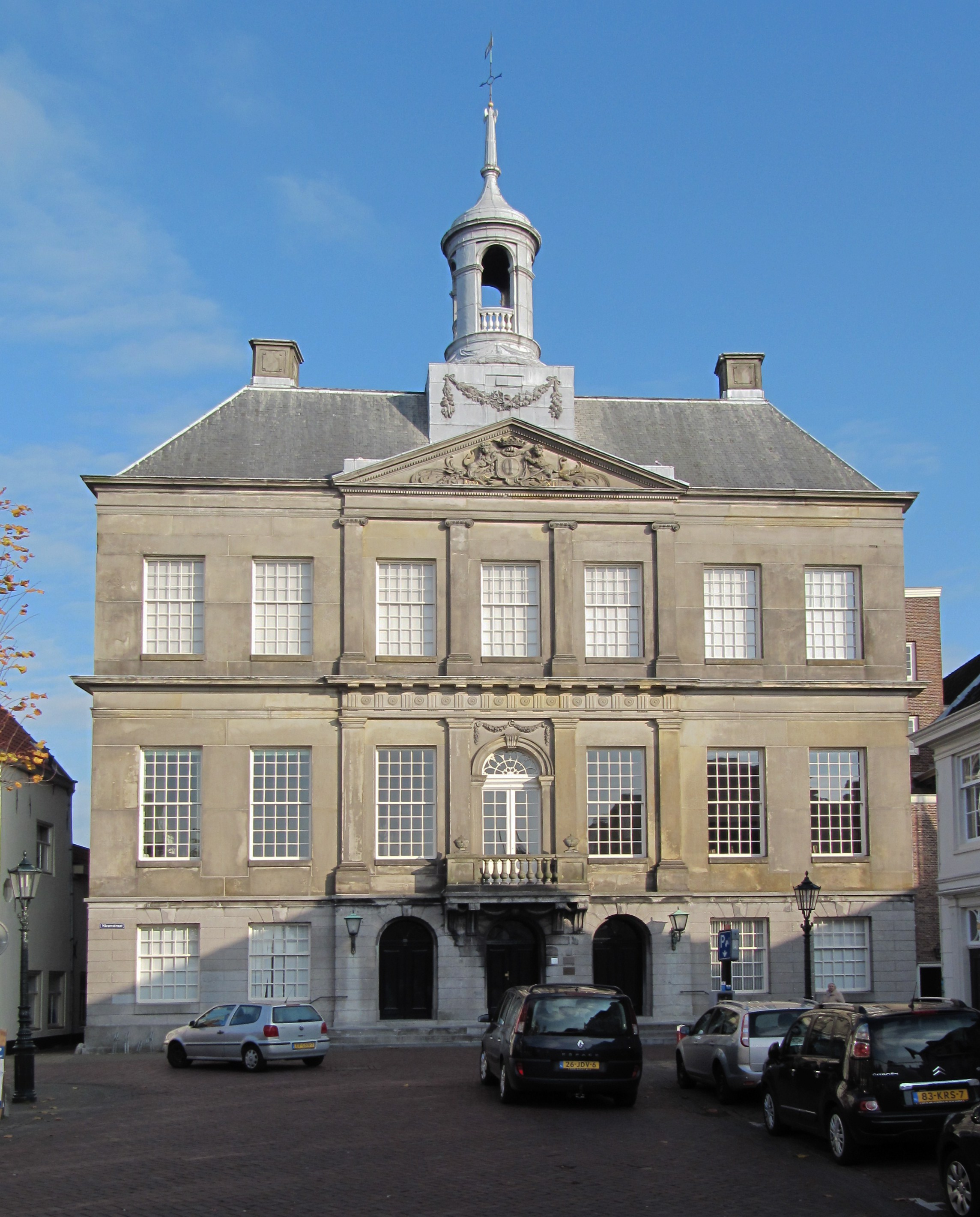
Weespi városháza